# Хасси-Бен-Абдаллах
Хасси-Бен-Абдаллах (араб. حاسي بن عبد الله‎) — город и коммуна в восточной части Алжира, в вилайете Уаргла. Входит в состав округа Сиди-Хуилед.

## Географическое положение
Город находится на западе центральной части вилайета, на территории одного из оазисов северной Сахары, к северо-востоку от города Уаргла, на расстоянии приблизительно 558 километров (по прямой) к юго-востоку от столицы страны Алжира.
Коммуна Хасси-Бен-Абдаллах граничит с коммунами Айн-Бейда, Сиди-Хуилед, Нгуса, Эль-Хаджира и Хасси-Месауд. Её площадь составляет 3060 км².

## Климат
Климат города характеризуется как аридный жаркий (BWh в классификации климатов Кёппена). Осадков в течение года выпадает крайне мало (среднегодовое количество — 45 мм). Средняя годовая температура составляет 22,1 °C. Средняя температура самого холодного месяца (января) составляет 10,6 °С, самого жаркого месяца (июля) — 34 °С.

## Население
По данным официальной переписи 2008 года численность населения коммуны составляла 4950 человек. Доля мужского населения составляла 51,7 %, женского — соответственно 48,3 %. Уровень грамотности населения составлял 72 %. Уровень грамотности среди мужчин составлял 80,8 %, среди женщин — 62,6 %. 3,3 % жителей Хасси-Бен-Абдаллаха имели высшее образование, 10,4 % — среднее образование.